# Vigyázó (folyóirat)
Vigyázó – a budapesti Erdélyi Magyarok Egyesülete kiadásában 1990–1995 között negyedévenként megjelent, eleinte 150–200 példányban fénymásolt, majd 2–3000 példányban nyomtatott formában készült lap.

## Szerkesztői, tartalma
Szerkesztője a Budapesten élő Spaller Árpád volt. Fő célkitűzése a Magyarországra kikerült erdélyiek és egykori szülőföldjük közötti kapcsolatok fenntartása az igencsak akadozó magyarországi erdélyi lapterjesztés körülményei között. Ebből az elgondolásból rendszeresen közölt a romániai magyar sajtóból átvett cikkeket, ritkán szépirodalmi anyagot. A válogatás olykor egyfajta kronológiai rendet követett, máskor bizonyos témák köré (pl. a marosvásárhelyi pogrom után meghurcolt Cseresznyés Pál kálváriája) csoportosította cikkválogatását. A csonkítatlanul átvett, több mint 700 írás mellett egy-egy témára vonatkozó cikkek válogatott bibliográfiáját is közölte, ennek következtében az 1990-es évek első felének történéseit kutatók is haszonnal forgathatják.
Megszűnését azok az anyagi nehézségek okozták, amelyekkel megjelenése alatt is végig küzdött.